# Biserica „Sfântul Arhanghel Mihail” din Brînza
Biserica „Sf. Arhanghel Mihail” este o biserică amplasată în Brînza, raionul Cahul, Republica Moldova. Este un monument arhitectural de importanță națională inclus în Registrul monumentelor Republicii Moldova ocrotite de stat cu nr. 385 (raionul Vulcănești). Datează din 1805.